# Fraternita laica di San Domenico

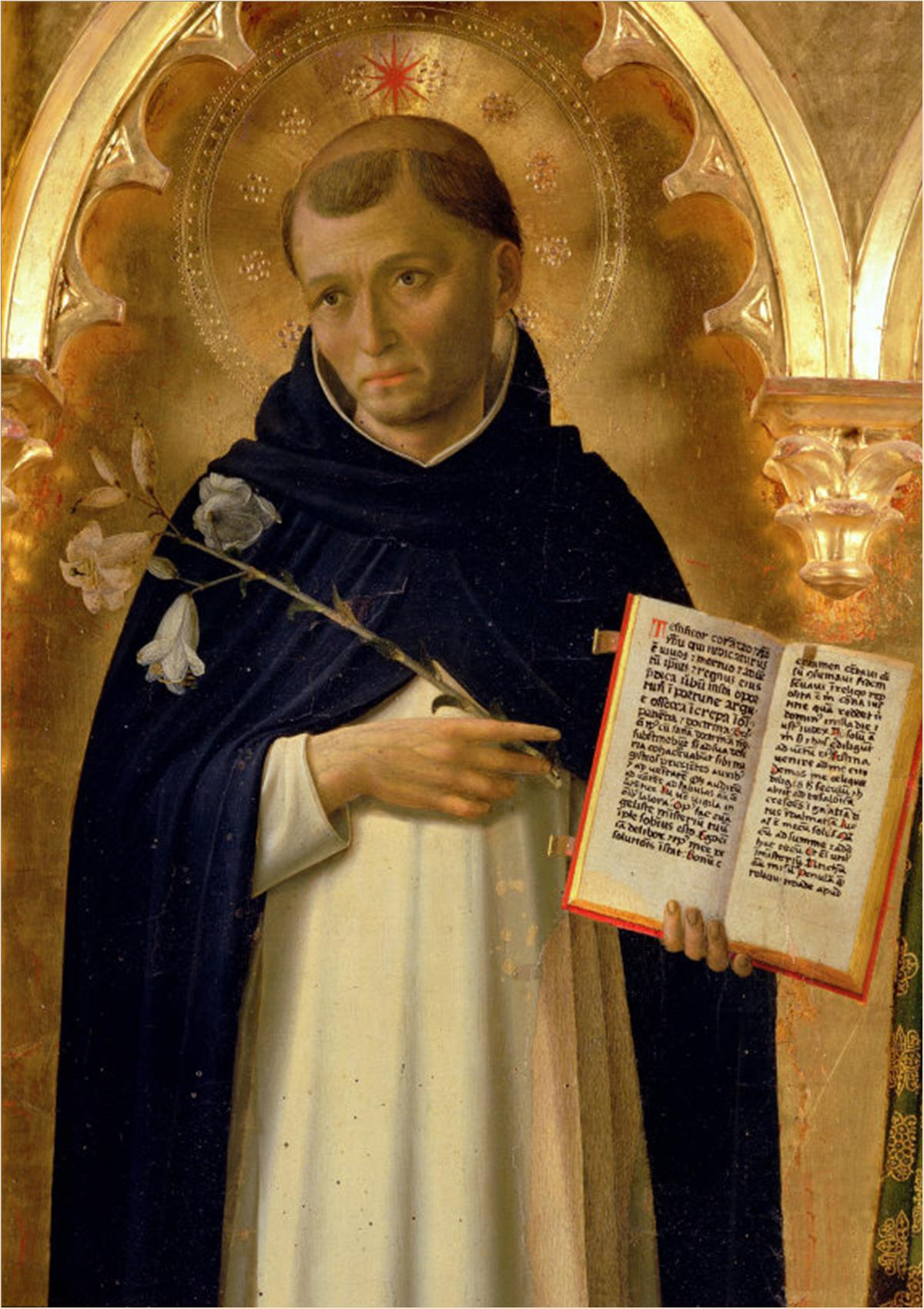
San Domenico di Guzmán

Le Fraternite laiche di San Domenico o Fraternite laicali domenicane (FLD) sono il ramo secolare dell'Ordine dei frati predicatori.
Fino al Capitolo Generale di Madonna dell'Arco (1974) i membri laici ed i sacerdoti diocesani costituivano il Terzo Ordine Domenicano (T.O.D.). Fino al Capitolo Generale di Madonna dell'Arco (1974), l'Ordine dei frati predicatori (o domenicani) era strutturato con il primo ordine (frati), il secondo dalle monache domenicane e il Terz'Ordine. Con il Capitolo Generale del 1974, si giungerà alla soppressione dei termini primo, secondo e terz'ordine e, per i membri laici, si adotterà il nome di Fraternite Laiche di San Domenico.

## Storia
Il Laicato Domenicano, ramo della Famiglia Domenicana, esisteva già ai tempi di San Domenico intorno ai conventi dei frati domenicani; nato come 'Ordine della Penitenza' o 'Ordine della Milizia di Gesù Cristo', era addirittura preesistente all'Ordine regolare stesso. In altri casi si riconoscevano con il termine "Le Mantellate/I Mantellati" per via della mantella nera che portavano in segno di austerità e penitenza nel costume. Figlia di maggior splendore, fra le Mantellate, è proprio santa Caterina da Siena.
Movimento penitenziale, che gravitava attorno ai conventi, ebbe la sua prima Regola dal maestro generale dei domenicani, Munio di Zamora. nel 1285. Approvata da papa Innocenzo VII, nel 1405, la regola rimase quasi immutata fino al 1985 quando, per la prima volta, il laicato domenicano scrisse la propria regola (Regola di Montreal). I Laici Domenicani, che prima cercavano nella direzione spirituale dell'Ordine Domenicano una via di perfezione, ora sono accolti dopo un discernimento vocazione ed un periodo di almeno cinque anni di formazione.
Dopo varie modifiche, la prima Regola che il Laicato Domenicano si è dato, fu elaborata dal Congresso Internazionale dei Laici Domenicani nel 1985 a Montréal, approvata definitivamente dalla Congregazione per i Religiosi e gli Istituti Secolari nel gennaio 1987.
La Regola del Laicato Domenicano di Montreal si componeva di due parti. La prima parte, dal titolo Costituzione fondamentale, riguardava i laici in senso lato, cioè fissava in maniera molto generica le condizioni che una qualsiasi associazione doveva osservare per esser aggregata alla Famiglia Domenicana.
Ai Laici Domenicani in senso stretto era destinata la seconda parte della Regola, che aveva conservato il significativo titolo di Regola delle Fraternite Laicali di San Domenico.
La Regola trovava applicazione nel Direttorio che ogni Provincia, in base alle proprie tradizioni, doveva redigere e far approvare dal Maestro generale dell'Ordine dei predicatori. Il Direttorio stabiliva la vita del Laicato della Provincia.
Il Secondo Congresso Internazionale FLD, tenutosi a Buenos Aires, Argentina, nel 2007, non portò modifiche alla Regola ma precisò alcune norme contenute nei Direttori.
Il Terzo Congresso Internazionale FLD, si tenne a Fatima, Portogallo, nel 2018 e portò novità nel Laicato. Infatti, verrà proposta una nuova Regola, approvata dalla Congregazione per gli Istituti di Vita Consacrata e le Società di Vita Apostolica il 9 marzo 2019 , e votate più di 70 proposte per perfezionare i Direttori. Il Maestro Generale, promulgherà le Dichiarazioni generali che formeranno un nuovo corpo giuridico che sostituiranno ed annulleranno le precedenti dichiarazioni.
La maggiore novità della Regola è il nuovo modo di eleggere il Presidente (Fraternita e Provinciale) ed il suo consiglio.
In conseguenza di queste importanti modifiche, dovranno essere aggiornati i Direttori ed essere approvati dal Maestro dell'Ordine.

## Natura e scopo
I Laici Domenicani sono, come sottolinea la stessa denominazione, laici, cioè battezzati con una missione e una loro dignità e indipendenza. Sono, però, dei veri domenicani che, in forza della loro promessa di vita secondo la Regola del Laicato Domenicano, vengono incorporati all'Ordine accettandone in pieno la giurisdizione, garantendogli anche quella fedeltà alla Chiesa, al Magistero e al Papa. Sono, pertanto, giuridicamente al pari dei frati e delle monache, membri dell'Ordine a pieno titolo.
In quanto laici, come tutti gli altri, si santificano vivendo nel mondo; in quanto Domenicani, impostando la loro vita ´sull'esempio di San Domenico e di Santa Caterina da Siena, illustrando la vita dell'Ordine e della Chiesaª (Reg. 5).
Vivono il carisma dell'Ordine Domenicano: la predicazione ordinata alla salvezza delle anime. Come ribadisce il Direttorio, il Laico Domenicano «si considera e si comporta sempre e dovunque da apostolo di Cristo, secondo il progetto di vita di S. Domenico» (14).
Tale progetto si avvale di quattro mezzi essenziali: vita comune, predicazione, studio e preghiera.
La vita comune, nell'intento di san Domenico, non è importante solo per l'esercizio reciproco della carità fraterna, ma anche per la predicazione che, appoggiata e coordinata da una comunità, risulta molto più efficace dell'attività di un individuo isolato. «Il Laico Domenicano in forza della propria vocazione è chiamato non solo a una vita spirituale e apostolica personale, ma anche a esprimere l'indole secolare in una vita di comunione e di impegni con la propria Fraternita» ( 16).
Gli incontri della Fraternita diventano così per il Laico, non solo l'occasione per l'esercizio della carità fraterna, ma il luogo della sua formazione dottrinale (21), il luogo della sua preghiera comunitaria (22), il luogo dove si organizzano le attività apostoliche e caritative secondo lo spirito di san Domenico (17 e 23).
Per quanto riguarda lo studio, esso è un obbligo per i Laici Domenicani, essendo tenuti, in forza della loro professione, ad essere dei predicatori. Questo aspetto si snoda in diversi punti: studio della Parola (la Bibbia, specialmente i Vangeli); studio dei Documenti nati all'interno dell'Ordine Domenicano; le vite dei Santi dell'Ordine; studio del Magistero della Chiesa, specialmente quello specifico sui Laici e sulla loro missione nel mondo come la Christifideles Laici; a tutto questo si aggiunga la specifica materia che è data dal culto alla Beata Vergine, prima fra tutti il Rosario che diventa materiale di studio (la Parola) e di Preghiera (contemplazione).
La formazione viene affidata al Presidente di Fraternita ed al Maestro di formazione (laico), con l'aiuto dell'Assistente (di solito un frate o una suora). Il Presidente negli incontri di Fraternita «deve preoccuparsi di dare spazio alla cultura e allo studio, che sono alla base del progresso spirituale, sia individuale che comunitario» (21).
San Domenico volle infine come quarto mezzo, la preghiera, sia quella personale che quella comunitaria. Il parlare con Dio, cioè pregare, è indispensabile per parlare di Dio al prossimo, cioè per predicare. San Tommaso sintetizzava questa necessità nel motto: Contemplata aliis tradere: portare agli altri il frutto della propria contemplazione.
Essere Domenicani vuol dire sentire come san Domenico l'ansia della salvezza delle anime, predicando la parola di Dio e testimoniando la Verità, servendosi, per fare ciò, dei mezzi messi a disposizione dal Santo Fondatore.
I Laici Domenicani vivono lo spirito dell'Ordine, cioè lo stile di pensiero e di vita che concorre a coltivare e amare di più il carisma. Lo spirito dell'Ordine è particolarmente sensibile alla la devozione alla Madonna. La Vergine Maria, considerata ispiratrice e patrona dell'Ordine, occupa un posto del tutto speciale nella vita dei figli di S. Domenico. È risaputo che i Domenicani sono stati e sono tuttora sostenitori e diffusori della pia pratica del Rosario, diventata, per merito di Pio V, papa e santo domenicano, preghiera universale della Chiesa.

## Laici domenicani
- Santa Caterina da Siena, patrona d'Italia, d'Europa e dottore della Chiesa
- Santa Narcisa di Gesù Martillo y Moràn
- Santa Marina di Omura
- Santa Rosa da Lima
- Santa Zdislava Berka
- beato Pier Giorgio Frassati
- beato Giacomo Alberione, fondatore della Famiglia Paolina
- beato Bartolo Longo, fondatore del santuario della Madonna di Pompei
- beato Adriano Fortescue, martire inglese
- beata Maddalena Panattieri
- beata Caterina Jarrige
- beato Michele Peiró Victori, martire spagnolo
- beata Maria Bartolomea Bagnesi
- beata Marie Poussepin, fondatrice delle Suore di Carità Domenicane della Presentazione della Santa Vergine
- beato Alberto di Villa d'Ogna
- servo di Dio Igino Giordani, scrittore, giornalista e politico italiano, cofondatore del Movimento dei Focolari
- serva di Dio Giuseppina Berettoni, maestra elementare, mistica del primo '900
- serva di Dio Luisa Piccarreta
- venerabile Giorgio La Pira, politico, deputato e sindaco di Firenze
- venerabile Antonio Palladino, presbitero e fondatore della Congregazione delle Suore Domenicane del Santissimo Sacramento
- venerabile Luigia Tincani, fondatrice della Congregazione delle Missionarie della Scuola
- Sofia Carlotta di Baviera, duchessa d'Alençon (1847+1897)
- Sigrid Undset, premio Nobel per la letteratura 1928
- Aldo Moro, presidente del Consiglio
- Titina De Filippo, attrice